# Elżbieta Żądzińska

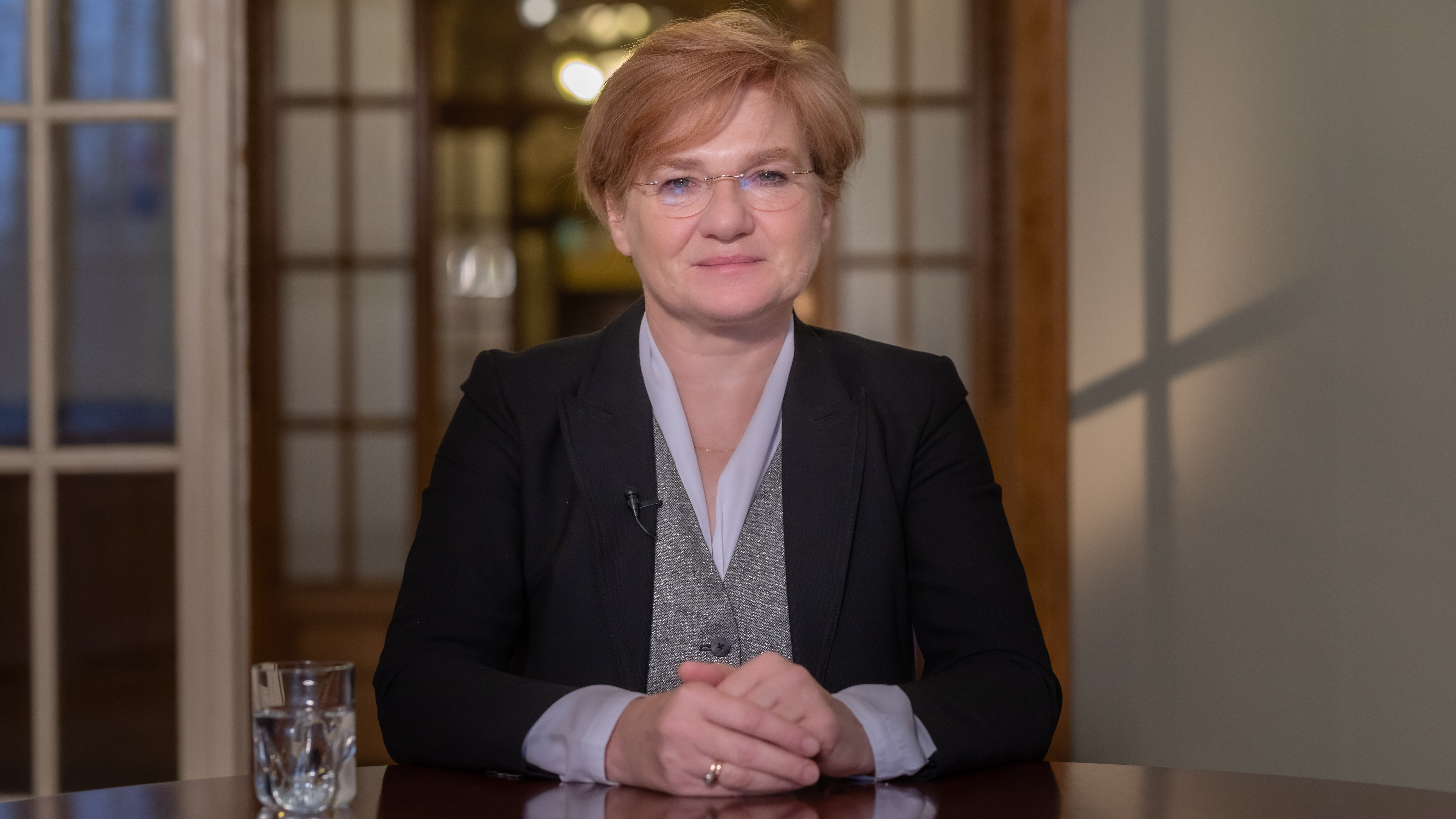
Elżbieta Żądzińska

Elżbieta Żądzińska (* 1967 in Sieradz) ist eine polnische Biologin. Sie ist Professorin und war von 2020 bis 2024 Rektorin der Universität Łódź.
Elżbieta Żądzińska beendete ihr Biologie-Studium an der Universität Łódź 1990 mit einem Magister. Ihre Promotion erfolgte neun Jahre darauf. 2005 wurde Elżbieta Żądzińska in Łódź habilitiert und im selben Jahr wurde sie Prodekan für die Fakultät für Biologie und Umweltschutz, ab 2008 deren Dekan. Der Professoren-Titel wurde ihr 2014 vom Präsidenten Polens verliehen und ab dem 1. März 2015 arbeitete sie als ordentliche Professorin an der Universität Łódź.
2016 wurde sie zur Prorektorin der Łódźer Universität. Im Jahr 2020 setzte sie sich mit 109 zu 87 Stimmen gegen Sławomir Cieślak durch und wurde zum 1. September 2020 für eine vierjährige Amtszeit zur Rektorin der Universität Łódź gewählt. Sie ist damit die erste Frau auf der Position.

## Forschung
Schwerpunkt ihrer Forschung ist die gegenwärtige und historische Biologie des Menschen, Determinanten für den Stress in der Bevölkerung sowie Odontologie.